# Матковская, Ивона
Ивона Нина Матковская (пол. Iwona Nina Matkowska, р.28 мая 1982) — польская спортсменка, борец вольного стиля, чемпионка Европы, призёрка чемпионатов мира.

## Биография
Родилась в 1982 году в городе Жары. В 2005 году стала серебряной призёркой чемпионата Европы. В 2006 году завоевала бронзовую медаль чемпионата мира. В 2008, 2010 и 2011 годах вновь становилась бронзовой призёркой чемпионата Европы. В 2012 году стала чемпионкой Европы, а на Олимпийских играх в Лондоне заняла 7-е место. В 2014 году завоевала серебряную медаль чемпионата мира. В 2016 году приняла участие в Олимпийских играх в Рио-де-Жанейро, но вновь заняла лишь 7-е место.